# Corgoň
Corgoň je značka slovenského piva, které se vaří v Pivovaru Hurbanovo, který patří pod mezinárodní koncern Heineken. 

## Historie
Pivo Corgoň pochází z Nitry, kde se původně vyrábělo. Kořeny značky sahají až do roku 1896, čímž se řadí k nejstarším slovenským pivům. Podle odborníků to bylo jedno z nejlepších piv v monarchii[zdroj?]. Po politických změnách v bývalém Československu byl nitranský pivovar zprivatizován a v roce 1992 přejmenován na Pivovar Karsai. V roce 1997 kapitálově vstoupil do nitranského pivovaru celosvětový koncern Heineken. 
Nitranské pivo se prodávalo pod různými názvy jako Rekord, Exquisit, Nitriansky ležák, Nitrianske světlé, Nitriansky speciál a pod značkou Corgoň se pivo prodává od roku 1988. Název je odvozen od místního legendárního hrdiny. 
K novodobé historii patří několik milníků, jako například zavedení 1,5litrové a 2litrové láhve, kterou přivedla na slovenský trh právě značka Corgoň. Značka prošla několika úpravami své vizuální podoby – změna od tvaru lahví až po etikety.

## Produkty
Pivo Corgoň je pivo plzeňského typu, charakteristické vyváženou hořkostí, plnou chutí a typickým aroma. Vyrábí se spodním kvašením a využívá tradiční suroviny jako jsou voda, slad, chmel a kvasnice.
Do portfolia patří 12° ležák, světlá 10° a tmavá 11°. Pivo se prodává v lahvích, plechovkách, maxi lahvích a do restaurací se dodává v sudech. Kromě toho je Corgoň prodáván i z pivních tanků.